# Friedrich Geißhardt
Friedrich "Fritz" Geißhardt (Sonnefeld, 22 de janeiro de 1919 — Gante, 6 de abril de 1943) foi um oficial alemão que serviu na Luftwaffe durante a Segunda Guerra Mundial. Foi condecorado com a Cruz de Cavaleiro da Cruz de Ferro com Folhas de Carvalho. Participou de 642 missões de combate e foi creditado com 102 vitórias aéreas (incluindo 75 na Frente Oriental). Geißhardt foi mortalmente ferido em combate com bombardeiros dos EUA em 5 de abril de 1943 e sucumbiu aos ferimentos no dia seguinte.

## Juventude e início de carreira
Geißhardt nasceu em 22 de janeiro de 1919 em Sonnefeld, perto Coburgo, na Alta Francônia. Ele era filho de um professor que morreu cedo devido a ferimentos sofridos durante a Primeira Guerra Mundial. Aos quinze anos, ele ingressou na Juventude Hitlerista (Flieger-HJ) e tornou-se piloto de planador. Ele ingressou no serviço militar da Luftwaffe em 1937 e foi transferido para o 2./Lehrgeschwader 2 (LG 2) em 1 de julho de 1939.

## Segunda Guerra Mundial
Durante a fase de abertura da invasão alemã da Polônia, o I.(Jagd)/LG 2 se mudou para Lauenburg (agora Lębork), perto de Bromberg, em apoio ao 4.º Exército. O Unteroffizier Geißhard conquistou sua primeira vitória aérea, um biplano PWS-26, naquele dia. No dia seguinte, voando em um Messerschmitt Bf 109 E, Geißhardt teve que fazer um pouso de emergência atrás das linhas polonesas perto de Włocławek após o combate com o caça polonês PZL P.11. Depois de várias horas em cativeiro polonês, ele escapou durante a confusão causada por um ataque do bombardeiro de mergulho Junkers Ju 87 alemão . Ele voltou às linhas alemãs depois de caminhar e cavalgar um cavalo roubado por cinco dias. Ele foi promovido a Leutnant da Reserva em 1 de dezembro de 1939.
Geißhardt foi transferido para o 1./LG 2 em 27 de fevereiro de 1940. No final de 1940, ele reivindicou seis aeronaves da Força Aérea Real (RAF) abatidas durante a Batalha da Grã-Bretanha, seguidas por mais seis reivindicações no início de 1941.
Em 6 de abril de 1941, Geißhardt abateu quatro aviões de caça biplano Hawker Fury nas batalhas aéreas contra o 36.º Grupo de Caças da Real Força Aérea Jugoslava durante a Campanha dos Balcãs. Durante a invasão alemã de Creta, ele reivindicou dois Hawker Hurricanes. Ele foi colocado como ajudante do Stab do I.(Jagd)/LG 2 no final de abril de 1941.

### Frente Oriental
Após a invasão de Creta, o I.(Jagd)/LG 2 foi novamente subordinado a Jagdgeschwader 77 (JG 77) em 18 de junho de 1941 e foi transferido para Bucareste, Romênia em preparação para a Operação Barbarossa, a invasão alemã do União Soviética em 22 de junho de 1941. O JG 77 apoiou o avanço alemão como parte do Grupo de Exércitos Sul. Em 21 de junho, o Gruppe foi enviado para Roman, um campo de aviação avançado perto do rio Siret. Geißhardt conquistou sua primeira vitória aérea na Frente Oriental, sua vigésima geral, sobre um bombardeiro Tupolev SB-2 às 05:52 em 23 de junho de 1941.
Ele recebeu a Cruz de Cavaleiro da Cruz de Ferro (Ritterkreuz des Eisernen Kreuzes) em 30 de agosto de 1941, após 27 vitórias aéreas. Ele abateu outras aeronaves inimigas em rápida sucessão no início de 1942. OEm 3 e 4 de fevereiro de 1942, Geißhardt e Oberleutnant Erwin Clausen derrubaram três Polikarpov R-5s ou Polikarpov R-Zs do 622 LBAP (Legkii Bombardirovochnyy Aviatsionyy Polk) e 672 LBAP. Ele conquistou sua 40.ª vitória em 1 de março de 1942 sobre um caça Yakovlev nas proximidades de Sloviansk. Em 19 de abril de 1942, Geißhardt teve seu total de 51 vitórias aéreas quando abateu três Mikoyan-Gurevich MiG-3, também conhecido pelos alemães como I-61. No dia seguinte, ele se tornou um "ás num dia" quando abateu cinco outros I-61s, ganhando sua segunda referência nomeada no boletim de propaganda da Wehrmachtbericht.
Em 25 de abril de 1942, Geißhardt tornou-se um "ás num dia" pela segunda vez, o que lhe valeu sua terceira e última referência nomeada na reportagem de rádio da Wehrmachtbericht. Em três missões de combate separadas na área de Sloviansk, ele foi creditado com sete vitórias aéreas, três I-61s, três LaGG-1 e um biplano de tipo desconhecido. Geißhardt, que havia sido promovido a Oberleutnant (primeiro-tenente) em 1 de abril de 1942, foi nomeado Staffelkapitän do 3./JG 77 em 26 de abril de 1942.
Geißhardt recebeu a Cruz de Cavaleiro da Cruz de Ferro com Folhas de Carvalho (Ritterkreuz des Eisernen Kreuzes mit Eichenlaub) em 23 de junho de 1942 por 79 vitórias aéreas. O prêmio foi entregue no Führerhauptquartier em Rastenburg no dia 28–29 de junho de 1942. Até esta data, ele havia conquistado mais três vitórias para um número acumulado de 82 vitórias. Dois outros oficiais da Luftwaffe foram presenteados com as Folhas de Carvalhos naquele dia por Hitler, o piloto de caça noturno Hauptmann Helmut Lent e o piloto do JG 77 Oberleutnant Heinrich Setz.

### Malta e Norte da África
Pouco depois da apresentação das Folhas de Carvalho, o I. Gruppe sob o comando de Hauptmann Heinrich Bär foi enviado da Frente Oriental para a Frente do Mediterrâneo. Em 29 de junho, o I. Gruppe mudou-se de Baherove, via Odessa, Băneasa, Sófia, Tessalônica para Elêusis, onde chegou em 1 de julho. A unidade foi então enviada para a Sicília, onde chegou ao campo de aviação Comiso em 5 de julho de 1942 e foi subordinada ao comando da Jagdgeschwader 53 Pik-As (JG 53).
No final de outubro de 1942, Geißhardt foi creditado com a destruição de nove aeronaves inimigas nas batalhas aéreas de Malta, todas elas aeronaves de combate Spitfire. Em 11 de julho de 1942, ele reivindicou dois Spitfires abatidos, um dos quais não foi confirmado. Ele foi creditado com outro Spitfire abatido em combate contra Lucqa em 20 de julho. Em uma patrulha aérea de combate realizada das 09:30 às 10:35 em 29 de julho, Geißhardt novamente reivindicou mais uma vez um Spitfire abatido sobre Malta. O Gruppe de Geißhardt foi então reequipado com o Bf 109 G-2, conversão concluída em 1 de setembro. Geißhardt reivindicou mais um Spitfire em 8 de setembro de 1942, a 700.ª vitória aérea do I. Gruppe' em 10 de outubro, e sua 89.ª no mesmo dia. Ele conquistou suas duas últimas vitórias sobre Malta em 15 de outubro, e foi promovido a Hauptmann em 24 de outubro de 1942.
O I. Gruppe começou a transferência para a Campanha Norte-Africana em 26 de outubro de 1942. Naquele dia, Geißhardt e cinco outros pilotos do 3. Staffel voaram para Trípoli, na Líbia. Lá, ele somou mais nove vitórias, entre elas sua 100.ª em 10 de novembro de 1942. Ele foi o 30.º piloto da Luftwaffe a atingir a marca centenária.

### Frente Ocidental e morte

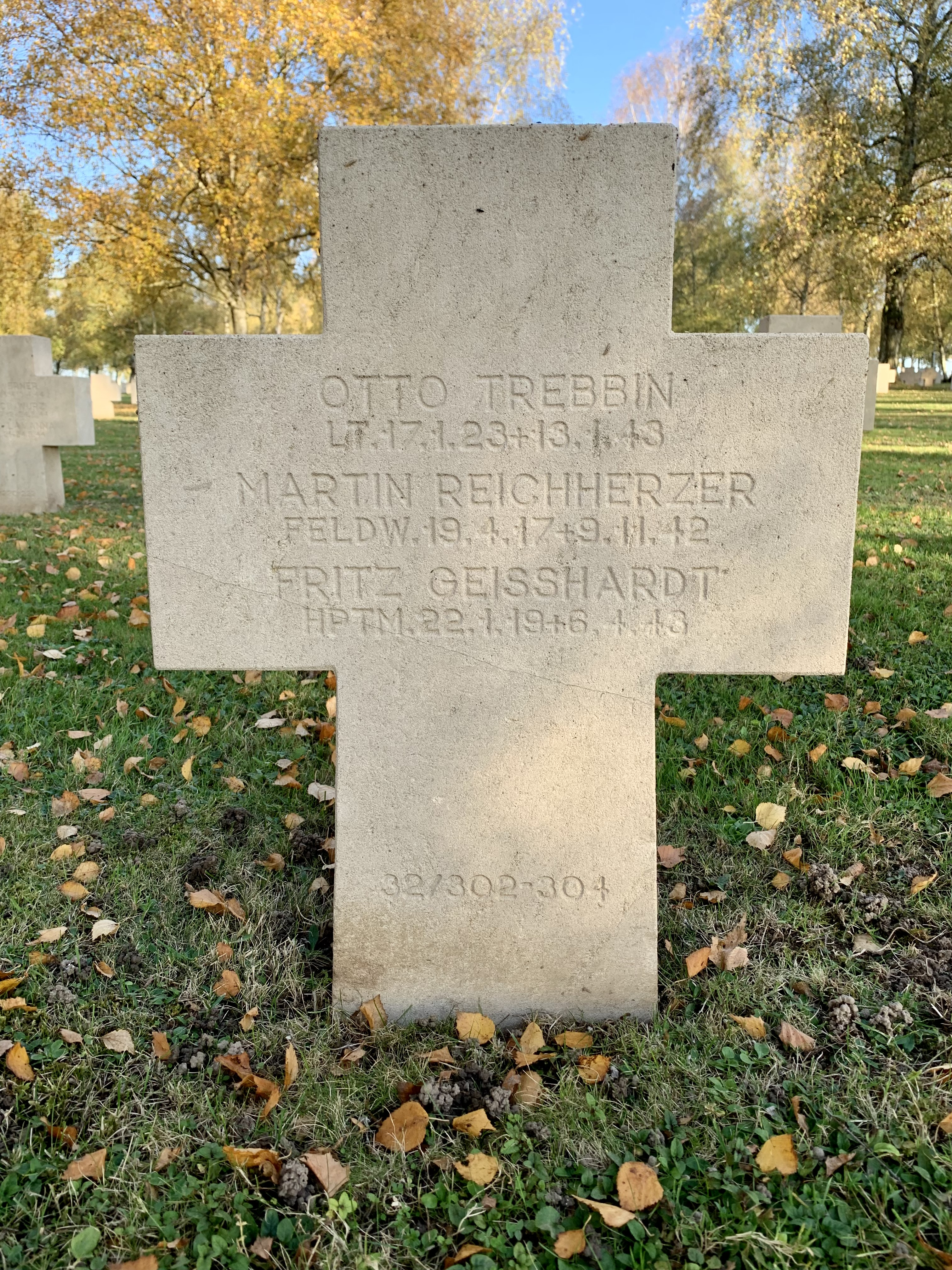
Seu túmulo no cemitério de guerra alemão de Bourdon.

Geißhardt chegou a Wevelgem em 11 de janeiro de 1943 para assumir o comando como Gruppenkommandeur (comandante do grupo) do III. Gruppe (3.º grupo) da Jagdgeschwader 26 "Schlageter" (JG 26) do Major Josef Priller. A arrogância de Geißhardt irritou alguns dos pilotos, que sentiram que ele tratava seus colegas pilotos que ainda não haviam merecido a Cruz de Cavaleiro com muito desdém.
Geißhardt, que estava voando em seu Fw 190 A-4 (Werknummer 7051—número de fábrica) no Schwarm de Priller, foi gravemente ferido em combate com B-17 Flying Fortresses do 306.º Grupo de Bombardeio das Forças Aéreas do Exército dos Estados Unidos (USAAF) em 5 de abril de 1943. Ele havia sido atingido pelo fogo defensivo dos bombardeiros. Ele estava sangrando muito de um ferimento no abdômen, mas conseguiu fazer um pouso suave no campo de aviação de Sint-Denijs-Westrem, Bélgica. Ele sucumbiu aos ferimentos na manhã seguinte, em 6 de abril de 1943.

## Sumário da carreira

### Reivindicações de vitórias aéreas
De acordo com o historiador norte-americano David T. Zabecki, Geißhardt foi creditado com 104 vitórias aéreas. Spick lista Geißhardt com 102 aeronaves inimigas abatidas em 642 missões de combate, das quais uma foi reivindicada durante a invasão da Polônia, 14 durante a Batalha da França e Grã-Bretanha, 75 sobre a Frente Oriental, nove no teatro do Mediterrâneo e três sobre o norte da África. Matthews e Foreman, autores de Luftwaffe Aces – Biographies and Victory Claims, pesquisaram os Arquivos Federais Alemães e encontraram registros de 93 reivindicações de vitória aérea, além de outras oito reivindicações não confirmadas. Este número inclui 60 vitórias aéreas na Frente Oriental e 33 sobre os Aliados Ocidentais.
| Crônica de vitórias aéreas | Crônica de vitórias aéreas | Crônica de vitórias aéreas | Crônica de vitórias aéreas | Crônica de vitórias aéreas | Crônica de vitórias aéreas | Crônica de vitórias aéreas | Crônica de vitórias aéreas | Crônica de vitórias aéreas | Crônica de vitórias aéreas |
| --- | -------------------------- | -------------------------- | -------------------------- | -------------------------- | -------------------------- | -------------------------- | -------------------------- | -------------------------- | -------------------------- |
| Este e o ♠ (ás de espadas) indicam aquelas vitórias aéreas que fizeram de Schröer um "ás num dia", termo que designa um piloto de caça que abateu cinco ou mais aviões em um único dia. Isso e o – (meia-risca) indicam reivindicações de vitória aérea não confirmadas para as quais Geißhardt não recebeu crédito. |                            |                            |                            |                            |                            |                            |                            |                            |                            |
| Nº | Data                       | Hora                       | Modelo                     | Unidade                    | Nº                         | Data                       | Hora                       | Modelo                     | Unidade                    |
| – Jagdgeschwader 77 na Polônia – setembro de 1939 |                            |                            |                            |                            |                            |                            |                            |                            |                            |
| 1 | 9 de setembro de 1939      | 16:30                      | PWS-24                     | 2.(J)/LG 2                 |                            |                            |                            |                            |                            |
| – Jagdgeschwader 77 contra a Inglaterra – junho – novembro de 1940 |                            |                            |                            |                            |                            |                            |                            |                            |                            |
| 2 | 4 de julho de 1940         | 15:40                      | Hurricane                  | 1.(J)/LG 2                 | 5                          | 24 de agosto de 1940       | 12:30                      | Spitfire                   | 1.(J)/LG 2                 |
| 3 | 4 de julho de 1940         | 20:00                      | Hurricane                  | 1.(J)/LG 2                 | 6                          | 7 de setembro de 1940      | 18:00                      | Hurricane                  | 1.(J)/LG 2                 |
| 4 | 13 de agosto de 1940       | —                          | Blenheim                   | 1.(J)/LG 2                 | 7                          | 23 de setembro de 1940     | —                          | Spitfire                   | 1.(J)/LG 2                 |
| – Jagdgeschwader 77 na Frente do Canal – novembro de 1940 – março de 1941 |                            |                            |                            |                            |                            |                            |                            |                            |                            |
| 8 | 2 de fevereiro de 1941     | 15:30                      | Spitfire                   | 1.(J)/LG 2                 | 11                         | 14 de fevereiro de 1941    | 13:05                      | Spitfire                   | 1.(J)/LG 2                 |
| 9 | 11 de fevereiro de 1941    | 18:00                      | Spitfire                   | 1.(J)/LG 2                 | 12                         | 24 de março de 1941        | 19:45                      | Hurricane                  | 1.(J)/LG 2                 |
| 10 | 14 de fevereiro de 1941    | 13:00                      | Spitfire                   | 1.(J)/LG 2                 | 13                         | 27 de março de 1941        | 18:45                      | Spitfire                   | Stab I./LG 2               |
| – Jagdgeschwader 77 durante a Campanha dos Balcãs – abril de 1941 |                            |                            |                            |                            |                            |                            |                            |                            |                            |
| 14 | 6 de abril de 1941         | 06:12                      | Fury                       | Stab I./LG 2               | 16                         | 6 de abril de 1941         | 06:15                      | Fury                       | Stab I./LG 2               |
| 15 | 6 de abril de 1941         | 06:15                      | Fury                       | Stab I./LG 2               | 17                         | 6 de abril de 1941         | 06:20                      | Fury                       | Stab I./LG 2               |
| – Jagdgeschwader 77 em Creta – maio de 1941 |                            |                            |                            |                            |                            |                            |                            |                            |                            |
| 18 | 16 de maio de 1941         | 17:00                      | Hurricane                  | Stab I./LG 2               | 19                         | 26 de maio de 1941         | —                          | Hurricane                  | Stab I./LG 2               |
| – Jagdgeschwader 77 na Frente Oriental – Operação Barbarossa — junho – dezembro de 1941 |                            |                            |                            |                            |                            |                            |                            |                            |                            |
| 20 | 23 de junho de 1941        | 05:52                      | SB-2                       | Stab I./LG 2               | 24                         | 2 de julho de 1941         | 12:55                      | I-153                      | Stab I./LG 2               |
| 21 | 23 de junho de 1941        | 18:50                      | I-18                       | Stab I./LG 2               | 25                         | 7 de julho de 1941         | 11:00                      | I-16                       | Stab I./LG 2               |
| 22 | 27 de junho de 1941        | 09:25                      | I-16                       | Stab I./LG 2               | 26                         | 11 de julho de 1941        | 10:12                      | MiG-3                      | Stab I./LG 2               |
| 23 | 2 de julho de 1941         | 08:50                      | MiG-3                      | Stab I./LG 2               | 27                         | 3 de agosto de 1941        | 14:15                      | DB-3                       | Stab I./LG 2               |
| – Jagdgeschwader 77 na Frente Oriental – Guerra de Inverno — dezembro de 1941 – abril de 1942 |                            |                            |                            |                            |                            |                            |                            |                            |                            |
| 28 | 28 de dezembro de 1941     | 13:30                      | I-16                       | Stab I./LG 2               | 48                         | 8 de abril de 1942         | 15:30                      | I-16                       | Stab I./JG 77              |
| 29 | 23 de janeiro de 1942      | 11:30                      | I-16                       | Stab I./JG 77              | 49                         | 19 de abril de 1942        | 09:15                      | I-61                       | Stab I./JG 77              |
| 30 | 24 de janeiro de 1942      | 09:35                      | DB-3                       | Stab I./JG 77              | 50                         | 19 de abril de 1942        | 11:30                      | I-61                       | Stab I./JG 77              |
| 31 | 24 de janeiro de 1942      | 12:05                      | I-16                       | Stab I./JG 77              | 51                         | 19 de abril de 1942        | 15:00                      | I-61                       | Stab I./JG 77              |
| 32 | 3 de fevereiro de 1942     | 09:45                      | R-5                        | Stab I./JG 77              | 52♠                        | 20 de abril de 1942        | 07:45                      | I-61                       | Stab I./JG 77              |
| 33 | 11 de fevereiro de 1942    | 14:02                      | I-153                      | Stab I./JG 77              | 53♠                        | 20 de abril de 1942        | 07:45                      | I-61                       | Stab I./JG 77              |
| 34 | 18 de fevereiro de 1942    | 12:40                      | DB-3                       | Stab I./JG 77              | 54♠                        | 20 de abril de 1942        | 11:30                      | I-61                       | Stab I./JG 77              |
| 35 | 18 de fevereiro de 1942    | 12:45                      | DB-3                       | Stab I./JG 77              | 55♠                        | 20 de abril de 1942        | 15:00                      | I-61                       | Stab I./JG 77              |
| 36 | 20 de fevereiro de 1942    | 14:30                      | LaGG-3                     | Stab I./JG 77              | 56♠                        | 20 de abril de 1942        | 15:00                      | I-61                       | Stab I./JG 77              |
| 37 | 24 de fevereiro de 1942    | 13:57                      | I-16                       | Stab I./JG 77              | 57                         | 21 de abril de 1942        | 15:10                      | I-61                       | Stab I./JG 77              |
| 38 | 24 de fevereiro de 1942    | 14:00                      | I-16                       | Stab I./JG 77              | 58                         | 21 de abril de 1942        | 15:10                      | I-61                       | Stab I./JG 77              |
| 39 | 28 de fevereiro de 1942    | 16:10                      | LaGG-1                     | Stab I./JG 77              | 59                         | 22 de abril de 1942        | 07:00                      | LaGG-1                     | Stab I./JG 77              |
| 40 | 1 de março de 1942         | 16:50                      | Yak                        | Stab I./JG 77              | 60                         | 22 de abril de 1942        | 07:00                      | LaGG-1                     | Stab I./JG 77              |
| 41 | 9 de março de 1942         | 14:20                      | LaGG-1                     | Stab I./JG 77              | 61♠                        | 25 de abril de 1942        | 07:00                      | LaGG-1                     | Stab I./JG 77              |
| 42 | 16 de março de 1942        | 13:25                      | R-5                        | Stab I./JG 77              | 62♠                        | 25 de abril de 1942        | 12:00                      | I-16                       | Stab I./JG 77              |
| 43 | 21 de março de 1942        | 14:45                      | DB-3                       | Stab I./JG 77              | 63♠                        | 25 de abril de 1942        | 12:00                      | I-16                       | Stab I./JG 77              |
| 44 | 21 de março de 1942        | 17:00                      | I-16                       | Stab I./JG 77              | 64♠                        | 25 de abril de 1942        | 12:00                      | I-16                       | Stab I./JG 77              |
| 45 | 24 de março de 1942        | 07:00                      | Yak-1                      | Stab I./JG 77              | 65♠                        | 25 de abril de 1942        | 16:00                      | LaGG-1                     | Stab I./JG 77              |
| 46 | 6 de abril de 1942         | 15:00                      | I-61                       | Stab I./JG 77              | 66♠                        | 25 de abril de 1942        | 16:00                      | LaGG-1                     | Stab I./JG 77              |
| 47 | 6 de abril de 1942         | 16:50                      | R-5                        | Stab I./JG 77              | 67♠                        | 25 de abril de 1942        | 16:00                      | biplane                    | Stab I./JG 77              |
| – Jagdgeschwader 77 na Frente Oriental – Kerch, Sevastopol, Izium — maio/junho de 1942 |                            |                            |                            |                            |                            |                            |                            |                            |                            |
| 68 | 7 de maio de 1942          | 14:30                      | R-5                        | 3./JG 77                   | 76                         | 20 de maio de 1942         | 15:45                      | LaGG-3                     | 3./JG 77                   |
| 69 | 7 de maio de 1942          | 14:30                      | I-153                      | 3./JG 77                   | 77                         | 28 de maio de 1942         | 16:15                      | Yak-1                      | 3./JG 77                   |
| 70 | 7 de maio de 1942          | 16:30                      | LaGG-3                     | 3./JG 77                   | 78                         | 28 de maio de 1942         | 16:15                      | Yak-1                      | 3./JG 77                   |
| 71 | 7 de maio de 1942          | 16:30                      | LaGG-3                     | 3./JG 77                   | —                          | 1 de junho de 1942         | 14:35                      | I-16                       | 3./JG 77                   |
| 72 | 8 de maio de 1942          | 15:30                      | I-15                       | 3./JG 77                   | 79                         | 9 de junho de 1942         | 16:00                      | Il-2                       | 3./JG 77                   |
| 73 | 15 de maio de 1942         | 16:00                      | I-16                       | 3./JG 77                   | 80                         | 16 de junho de 1942        | 17:00                      | LaGG-3                     | 3./JG 77                   |
| 74 | 17 de maio de 1942         | 05:00                      | LaGG-3                     | 3./JG 77                   | 81                         | 22 de junho de 1942        | 18:45                      | LaGG-3                     | 3./JG 77                   |
| 75 | 18 de maio de 1942         | 15:00                      | R-10                       | 3./JG 77                   | 82                         | 22 de junho de 1942        | 18:45                      | LaGG-3                     | 3./JG 77                   |
| – I. Gruppe/Jagdgeschwader 77 sobre a Sicília – julho – outubro de 1942 |                            |                            |                            |                            |                            |                            |                            |                            |                            |
| 83 | 11 de julho de 1942        | 13:48                      | Spitfire                   | 3./JG 77                   | 87                         | 8 de setembro de 1942      | —                          | Spitfire                   | 3./JG 77                   |
| — | 11 de julho de 1942        | —                          | Spitfire                   | 3./JG 77                   | 88                         | 10 de outubro de 1942      | 8:15-9:20                  | Spitfire                   | 3./JG 77                   |
| 84 | 20 de julho de 1942        | 14:10                      | Spitfire                   | 3./JG 77                   | 89                         | 13 de outubro de 1942      | 11:05                      | Spitfire                   | 3./JG 77                   |
| 85 | 26 de julho de 1942        | 10:10                      | Spitfire                   | 3./JG 77                   | 90                         | 15 de outubro de 1942      | 11:00                      | Spitfire                   | 3./JG 77                   |
| 86 | 29 de julho de 1942        | 10:20                      | Spitfire                   | 3./JG 77                   | 91                         | 15 de outubro de 1942      | —                          | Spitfire                   | 3./JG 77                   |
| – Jagdgeschwader 77 no Norte da África – outubro – novembro de 1942 |                            |                            |                            |                            |                            |                            |                            |                            |                            |
| 92 | 3 de novembro de 1942      | —                          | P-40                       | 3./JG 77                   | 97                         | 5 de novembro de 1942      | —                          | P-40                       | 3./JG 77                   |
| 93 | 4 de novembro de 1942      | —                          | P-40                       | 3./JG 77                   | 98                         | 5 de novembro de 1942      | —                          | P-40                       | 3./JG 77                   |
| 94 | 4 de novembro de 1942      | —                          | P-40                       | 3./JG 77                   | 99                         | 9 de novembro de 1942      | —                          | P-40                       | 3./JG 77                   |
| 95 | 4 de novembro de 1942      | —                          | P-40                       | 3./JG 77                   | 100                        | 10 de novembro de 1942     | —                          | Spitfire                   | 3./JG 77                   |
| 96 | 4 de novembro de 1942      | —                          | P-40                       | 3./JG 77                   |                            |                            |                            |                            |                            |

### Condecorações
- Cruz de Ferro (1939)
  - 2ª classe (17 de setembro de 1939)[46]
  - 1ª classe (10 de julho de 1940)[46]
- Distintivo de Voo do Fronte da Luftwaffe
- Distintivo de Ferido
  - em Preto
  - em Prata
- Troféu de Honra da Luftwaffe (13 de julho de 1941)[47]
- Bild des Reichsmarschalls im Silberrahmen[46]
- Cruz Germânica em Ouro (24 de abril de 1942) como Leutnant no I./JG 77[48]
- Cruz de Cavaleiro da Cruz de Ferro (30 de agosto de 1941) como Leutnant e piloto no I./JG 77[49][50][Nota 6][50]
  - 101ª Folhas de Carvalho (23 de junho de 1942) como Oberleutnant, piloto e ajudante no  Stab I./JG 77[50][51][Nota 7][50]
- Mencionado na Wehrmachtbericht (29 de junho de 1941, 21 de abril de 1942 e 14 de maio de 1942)[15][16]